# Révész Margit
Révész Margit, született Reisz, férjezett nevén Hrabovszky Józsefné (Bácsfeketehegy, 1885. augusztus 25. – Budapest, Erzsébetváros, 1956. április 21.) orvos, gyermekpszichológus, Ranschburg Pál tanítványa és munkatársa.

## Élete
Révész (Reisz) Fülöp (1852–1944) fogorvos és Valentin Cecília (1858–1944) lánya. Öt testvére volt. Középiskolai tanulmányait a békéscsabai Polgári Leányiskolában kezdte, majd a Rudolf Főgimnázium első leánytanulója lett. 1903-ban érettségizett és ugyanebben az évben felvételt nyert a Budapesti Tudományegyetem orvosi karára, ahol 1909-ben idegorvosi diplomát szerzett. A következő évben megvásárolta a Remete út 18. szám alatti villát és a hozzá tartozó ősparkot. 1911-ben nyílt meg a Révész Margit Gyógypedagógiai Gyermekszanatórium és Erdei Iskola – ismertebb nevén a Szani. Az intézményt elsősorban a szellemileg visszamaradott vagy más okból nehezen nevelhető gyermekek számára hozta létre. Az évtized közepén kibővítették a villát, így a kezdeti tizenöt gyerek helyett már többeket fogadhatott. 1917-től a gyógypedagógiai főiskolán a kísérleti lélektan előadója volt. A Tanácsköztársaság ideje alatt a szanatóriumot államosították, s állami felügyelőt nevezték ki az élére. A proletárdiktatúra bukása után Révész Margit visszakapta tulajdonát, s házasságot kötött az egykori felügyelővel. Az 1920-as évek végén élte fénykorát a szanatórium, majd a világválságot követő éveket leszámítva ismét telt házzal működött. A második világháború alatt zsidó gyermekeket bujtattak az intézményben, illetve hamis papírokkal segítették a felnőtteket a túlélésben. Szüleit, fivérét és sógornőjét Auschwitzba deportálták, ahol életüket vesztették. A háborút követően két évre bérbe adták az épületegyüttest a Joint nemzetközi zsidó segélyszervezetnek, amely árván maradt gyerekeknek biztosított ellátást. A bérleti szerződés lejárta után az ingatlant államosították.
Főként nehezen nevelhető gyermekek és „erkölcsi fogyatékos” fiatalok pszichés jelenségeinek vizsgálatával, gyógyításával és gyógyító nevelésével foglalkozott. A Gyógypedagógiai Tanárképző Főiskolán is tartott előadásokat és tevékenyen részt vett minden hazai gyermektanulmányi és -lélektani mozgalomban. 1930-ban megválasztották a Magyar Gyermektanulmányi és Gyakorlati Lélektani Társaság általános pszichológiai osztályának elnökévé.
Házastársa Dósai Mihály orvos volt, akihez 1909. március 29-én Budapesten, a Terézvárosban ment nőül. Férje, a házasságkötésükkor a Lipótmezei Elmegyógyintézet másodorvosaként dolgozott. 1914-ben elváltak. 1921. május 23-án Budapesten ismét házasságot kötött. Második férje Hrabovszky József (1881–1950) magántisztviselő volt. Első házasságából egy lánya született, Dósai Margit. Második férjétől három gyermek: Anna (1922), János (1923) és Gábor József (1925).

## Főbb művei
- Gyenge tehetségűek számoló képessége és annak pontosabb értékelése (A Gyermek, 1907)
- Kísérleti adatok az erkölcsileg züllött gyermekek pszichológiájához. Orvosi Hetilap „Elme- és idegkórtan” mell. 1909. 2-3.
- Experimentelle Beiträge zur Psychologie der moralisch verkommenen Kinder (Budapest, 1911)
- Leányok idegessége (Budapest, 1912)
- Az erkölcsi elmezavar lélektani és gyógypedagógiai szempontból (Budapest, 1913)
- Az erkölcsileg elzüllött gyermekek (Budapest, 1913)
- A kriminálpedagógia lélektani alapjai (Budapest, 1916)
- Az erkölcsileg züllött gyermek javító és gyógyító nevelésének pszichológiai irányelvei (Budapest, 1918)
- A nő lélektana Kretschmer tanai szempontjából (Budapest, 1924)
- A „nehezen nevelhető” gyermek elmeorvosi és gyógypedagógiai szempontból (Budapest, 1926)
- Gróf Brunszvik Teréz élet- és jellemrajza. Czeke Marianne-nal (Budapest‒Pécs, 1926)
- Az erkölcsi fogyatékosok orvosi védelme (Magyar Gyógypedagógia, 1927)
- A gyermekorvosok psychologiai kiképzésének kérdései. in: Pszichológiai tanulmányok Rau tiszteletére. Budapest, 1929. 321–324. o.
- A tehetség általános problémái ‒ A kutató lélektana (Tehetség-problémák, Budapest, 1930)
- Az orvos szerepe a nehezen nevelhető gyermekek és fiatalkorúak fejlesztésében (Kalocsa, 1934)
- Az ideges gyermek (Családi kincsestár, Budapest, 1938)
- Az egyes életszakaszok lelki dinamizmusa (Budapesti Orvosi Újság, 1942)
- Háború sújtotta gyermekek (Köznevelés, 1948)